# Новоандріївка (Дніпровський район)
Новоандрі́ївка — село в Україні, у Новопокровській селищній громаді Дніпровського району Дніпропетровської області. Населення — 109 мешканців.

## Географія
Село Новоандріївка знаходиться на берегах річки Комишувата Сура, вище за течією на відстані 1 км розташовані села Чумаки (Нікопольський район) та Кірове (Нікопольський район), нижче за течією на відстані 1,5 км розташоване село Кринички.

## Населення

### Мова
Розподіл населення за рідною мовою за даними перепису 2001 року:
| Мова       | Відсоток |
| ---------- | -------- |
| українська | 100 %    |

## Інтернет-посилання
- Погода в селі Новоандріївка [Архівовано 7 червня 2016 у Wayback Machine.]

1. ↑  Рідні мови в об'єднаних територіальних громадах України — Український центр суспільних даних